# Bodianus diplotaenia
 Bodianus diplotaenia és una espècie de peix de la família dels làbrids i de l'ordre dels perciformes.

## Morfologia
Els mascles poden assolir els 76 cm de longitud total.

## Distribució geogràfica
Es troba des del Golf de Califòrnia fins a Xile, incloent-hi les Illes Galápagos i les Illes Revillagigedo.